# L'Oncle de Brooklyn
Pour plus de détails, voir Fiche technique et Distribution.
L'Oncle de Brooklyn (Lo zio di Brooklyn) est un film italien réalisé par Ciprì et Maresco en 1995 et sorti lors de la Berlinale 1996.

## Synopsis
La famille Gemelli (Tano, ses trois fils et son neveu, paralysé et un peu fou) vit dans un vieux bâtiment délabré de la banlieue de Palerme. Deux nains, des chefs de la mafia, les informent quʼils doivent abriter et cacher pendant quelques jours un personnage mystérieux, l'oncle de Brooklyn, qui vient d'un endroit inconnu. Les Gemelli ne peuvent décemment pas refuser cette faveur. Leur invité s'installe donc chez eux. Les jours passent sans que personne vienne chercher cet oncle de Brooklyn qui ne mange pas, qui ne dort pas et qui ne parle pas...

## Fiche technique
- Titre : L'Oncle de Brooklyn
- Titre original : Lo zio di Brooklyn[2]
- Réalisateurs : Ciprì et Maresco
- Scénaristes : Ciprì et Maresco
- Auteur de la musique : Joe Vitale
- Producteur exécutif: Rean Mazzone
- Directeur de la photographie : Luca Bigazzi
- Monteur : Jacopo Quadri
- Pays : Sicile
- Durée : 98 minutes (1h38)
- Format : noir et blanc - 35 mm
- Année : 1995
  - La première du film a eu lieu au festival de Berlin en 1996, dans la section Forum.

## Distribution
- Rosario Carollo : Ciccio Gemelli
- Natale Lauria : Iachino Gemelli
- Gaspare Marchione : Toto Gemelli
- Pietro Rizzo : Sarino Gemelli
- Salvatore Schiera : Tano Gemelli
- Salvatore Gattuso : l’oncle de Brooklyn
- Giuseppe di Stefano : le premier nain chef de la mafia
- Ernesto Gattuso : le second nain chef de la mafia
- Giovanni Lo Giudice : Giovanni, le chanteur raté

## Historique de la diffusion
En mars 2011, de jeunes cinéphiles italiens lancent un appel à l'opinion internationale et écrivent à Aurelio de Laurentiis, qui détient les droits de LʼOncle de Brooklyn. Le premier long-métrage de Ciprì et Maresco, sorti en 1995 avec un fort retentissement critique, est en effet bloqué depuis des années par son producteur brouillé avec les deux réalisateurs. Beaucoup de gens répondent présents et LʼOncle de Brooklyn est alors restauré et édité en DVD en Italie. En France, il peut enfin sortir en salles.
La nouvelle première de LʼOncle de Brooklyn a eu lieu quelques mois plus tard au Festival du film de Locarno en août 2011 en présence de Franco Maresco, « La force provocatrice du film ne s'était en rien émoussée avec les ans, comme en témoignèrent les réactions scandalisées de certains spectateurs, d'origine sicilienne, reprochant au cinéaste de proposer une image guère touristique de l'île méditerranéenne ! »